# Франкавілла-д'Ете
Франкавілла-д'Ете (італ. Francavilla d'Ete) — муніципалітет в Італії, у регіоні Марке,  провінція Фермо.
Франкавілла-д'Ете розташована на відстані близько 170 км на північний схід від Рима, 50 км на південь від Анкони, 15 км на захід від Фермо.
Населення — 980 осіб (2014).
Щорічний фестиваль відбувається 16 серпня. Покровитель — святий Рох.

## Демографія
Населення за роками:

Станом на 1 січня 2023 року в муніципалітеті офіційно проживало 97 іноземців з 15 країн, серед них 23 громадяни країн Євросоюзу та 10 громадян України.

## Сусідні муніципалітети
- Корридонія
- Фермо
- Мольяно-(мк)
- Монте-Сан-П'єтранджелі
- Монтеджорджо
- Рапаньяно